# جيمس لوغان (سياسي أمريكي)
جيمس لوغان (بالإنجليزية: James Logan) هو سياسي أمريكي، ولد في 1864، وتوفي في 1931.